# Varegos

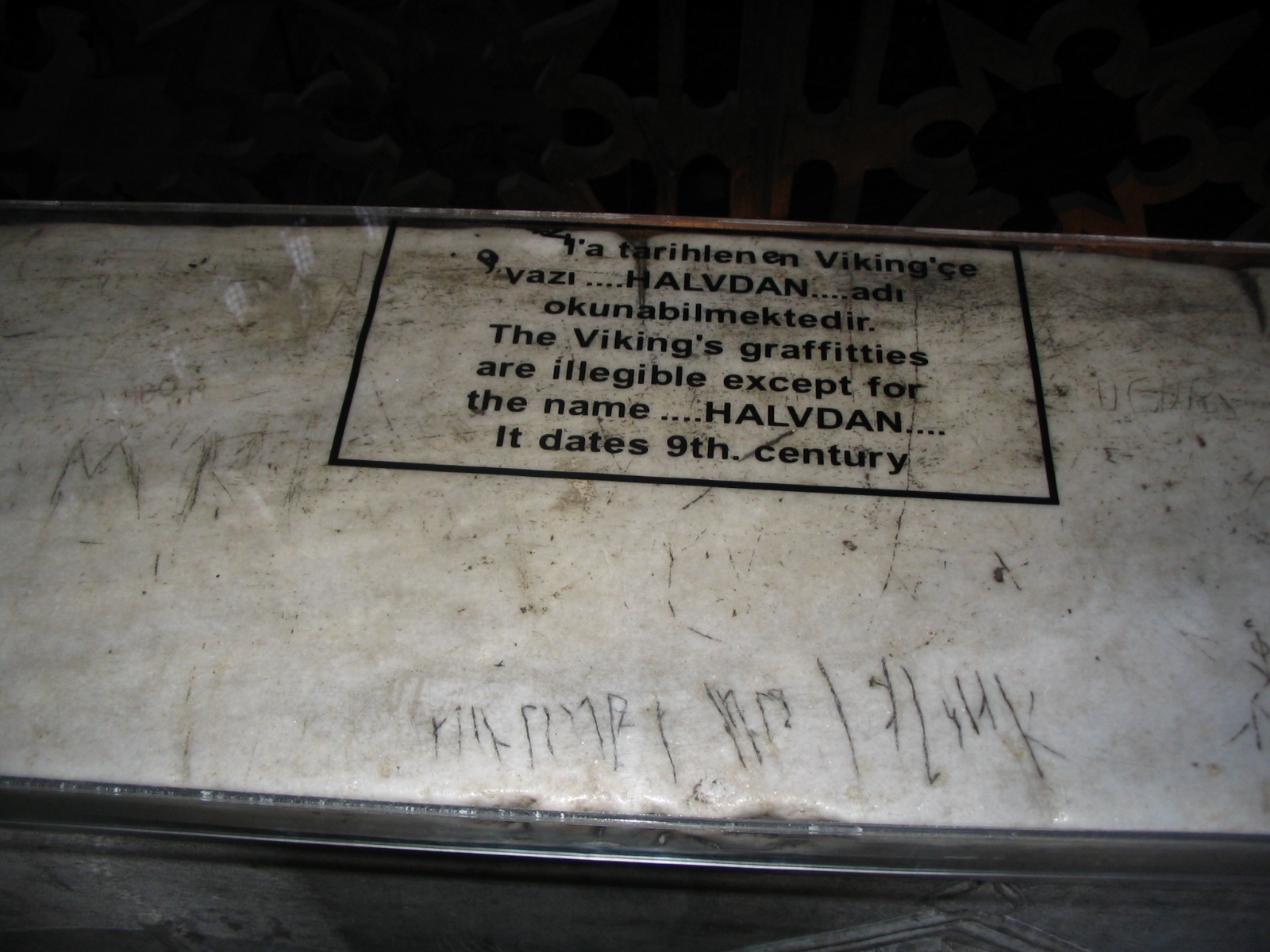
Grafito vikingo en la segunda planta de Hagia Sofía.

Los varegos, varengos, varangios o varyágs (del nórdico antiguo: Væringjar; en griego: Βάραγγοι, Βαριάγοι, Varangoi, Variagoi; en ruso y ucraniano: варяги, varyagui/varyahy) eran vikingos mayoritariamente suecos que fueron hacia el este y el sur a través de lo que hoy es Rusia, Bielorrusia, Ucrania y los Balcanes hacia el Imperio Bizantino, principalmente en los siglos IX y X.
Sin embargo, según algunos estudiosos (incluidos algunos tan famosos como Mijaíl Lomonósov) el término «varegos» se utilizaba para referirse a todos los viajeros del mar, los comerciantes y piratas, independientemente de su origen. El término fue empleado en relación con los vikingos y las tropas eslavas que viajaban entre los centros comerciales importantes de la época y en ocasiones participaban en la guerra. Un término afín en el idioma ruso es Nemets (немец), que se aplicó a casi todos los extranjeros de países europeos, pero sobre todo con respecto a los alemanes. Actualmente en ruso tiene como significado: 'alemán'.
Según la Crónica de Néstor, o Primera crónica del Estado medieval de la Rus de Kiev, recopilada aproximadamente en 1113, los grupos varegos incluían los escandinavos conocidos como Rus, al igual que algunos conocidos como suecos, normandos, anglos, godos, etc. Pero debido en gran parte a consideraciones geográficas, la mayoría de los varegos que viajaron y se instalaron en el Báltico oriental, Nóvgorod y los territorios del sur, vinieron de la zona de la Suecia moderna.
Se dedicaban al comercio, a la piratería y a actividades mercenarias y solían actuar en los sistemas y puertos fluviales de Gardariki (lo que más tarde sería Rusia), llegando a alcanzar el mar Caspio y Constantinopla.
Según la opinión más extendida, su nombre proviene del nórdico antiguo Væringjar, una supuesta forma plural de várar, 'promesa, palabra de honor'.
Los eslavos orientales y los bizantinos, sin embargo, no distinguían a los escandinavos de otros pueblos germánicos cuando utilizaban este término. En la Crónica de Néstor también se usa para incluir a los daneses y los anglos.
La palabra variag significa en ruso moderno «buhonero», un referente del pasado comercial de los vikingos.

## La Rus de los varegos

Mapa aproximado de los diferentes pueblos ugrofineses y eslavos entre el mar Báltico y el mar Negro en el siglo.

Los varegos (variagui, en eslavo antiguo) constituyen el primer pueblo mencionado en la Crónica de Néstor que exigió por el año 859 el pago de tributos (el llamado danegeld u 'oro de los daneses' en las crónicas británicas) a las tribus eslavas y fino-ugrias del centro y norte de la actual Rusia. En 862, estas tribus se rebelaron contra los varegos, pero enseguida empezaron las luchas intestinas, lo que los llevó a invitar a los nórdicos a gobernarlos y traer la paz a la región. Dirigidos por Riúrik y sus hermanos Sineús y Trúvor, se asentaron alrededor de la ciudad de Nóvgorod, Beloózero e Izborsk, respectivamente. A la muerte de sus hermanos, Rúrik dominó la región como único caudillo en jefe y delegó el gobierno local de los asentamientos de Pólatsk, Rostov y Beloózero entre sus seguidores.
Estos varegos era también conocidos como Rus o Rhos y cuyo origen se menciona en las crónicas contemporáneas junto a Svie (suecos), Normane (noruegos), Angliane (anglos) y Gote (gotlandeses).
Los Annales Bertiniani mencionan la llegada de una delegación del emperador Teófilo a la corte de Ludovico Pío donde fueron bien recibidos. Entre el contingente se encontraban un grupo de hombres llamados Rhos a quien el emperador bizantino solicitaba a Ludovico el libre paso por el imperio franco para que pudieran llegar a su destino, descubriendo en las conversaciones que se trataba de suecos (comperit eos gentis esse Sueonum), aquellos hombres hostiles del norte acostumbrados al saqueo en sus dominios y los retuvo un tiempo hasta convencerse de su honestidad y que no eran espías para conocer mejor las debilidades del imperio carolingio.
Aunque muchos historiadores señalan que estos varegos del siglo IX no son más que leyendas, se ha descubierto que el asentamiento encontrado en Aldeigjuborg (Stáraya Ládoga hoy en día) está asociado a Rúrik, que se estableció cerca del lago Ládoga en el siglo VIII. La historiografía occidental sostiene que estos escandinavos fueron los que fundaron la Rus de Kiev, dándole el nombre al país. Muchos investigadores rusos se oponen a esta teoría de influencia nórdica, presentando a su vez teorías alternativas para esta etapa de la historia rusa (para más información, véase Rus). El nombre con el que los primeros habitantes, en su mayoría fineses y posteriormente también eslavos, conocían a estos varegos era precisamente como los Rus, quizá proveniente de la misma raíz con la que los finlandeses conocen hoy en día a Suecia, Ruotsi.
A diferencia de Normandía o las islas británicas, donde fue crucial la influencia escandinava, la cultura varega no sobrevivió en el Este. Al contrario, las clases dominantes varegas de dos de las ciudades Estado más poderosas, Nóvgorod y Kiev, fueron eslavizadas, aunque el nórdico antiguo se habló en Nóvgorod hasta el siglo XIII y una fuerza mercenaria escandinava continuó prestando sus servicios a los emperadores bizantinos.

## La Guardia Varega
Los varegos llevaban comerciando en el Báltico desde el siglo VII, pero fue en el año 839 cuando aparecieron en el mundo bizantino como mercenarios contratados por el emperador Teófilo, quien negoció con los llamados rhos (rus) para abastecerse de soldados para su ejército. Los varegos comenzaron entonces a llevar a cabo ataques a lo largo de todo el mar Báltico, fundando Nóvgorod en 859 y posteriormente tomando el control de Kiev. En 860 los varegos, partiendo de esta última ciudad, lanzaron su primer ataque sobre Constantinopla. Esta incursión fue un fracaso, pero perseveraron en su empeño remontando el río Dniéper. Aunque normalmente mantenían relaciones comerciales pacíficas con los bizantinos, se sucedieron agresiones contra Constantinopla en 860, 907, 911, 941, 945, 971 y 1043.
Los príncipes de Kiev y Nóvgorod contrataron como mercenarios a los varegos desde el siglo IX hasta el XI. La última mención a mercenarios varegos en la Rus de Kiev data de 1043. Aún hoy en día es mera especulación la causa de si dejaron de llamarlos porque ya no los necesitaban o porque los propios mercenarios habían sido asimilados por la sociedad de la Rus de Kiev y ya no se consideraban varegos o vikingos.
Asimismo, sirvieron junto con los dálmatas como marinos en las expediciones navales contra la isla de Creta en 902 y 949 bajo el reinado de Constantino VII. Ya en 911 se menciona a los vikingos como parte del ejército bizantino; también está documentado que existían contingentes varegos entre las fuerzas que lucharon contra los árabes en 955. De hecho, este servicio elevó su rango de miembros de las Grandes Compañías de Mercenarios (Μεγάλη Εταιρεία en griego), a Guardia Imperial.

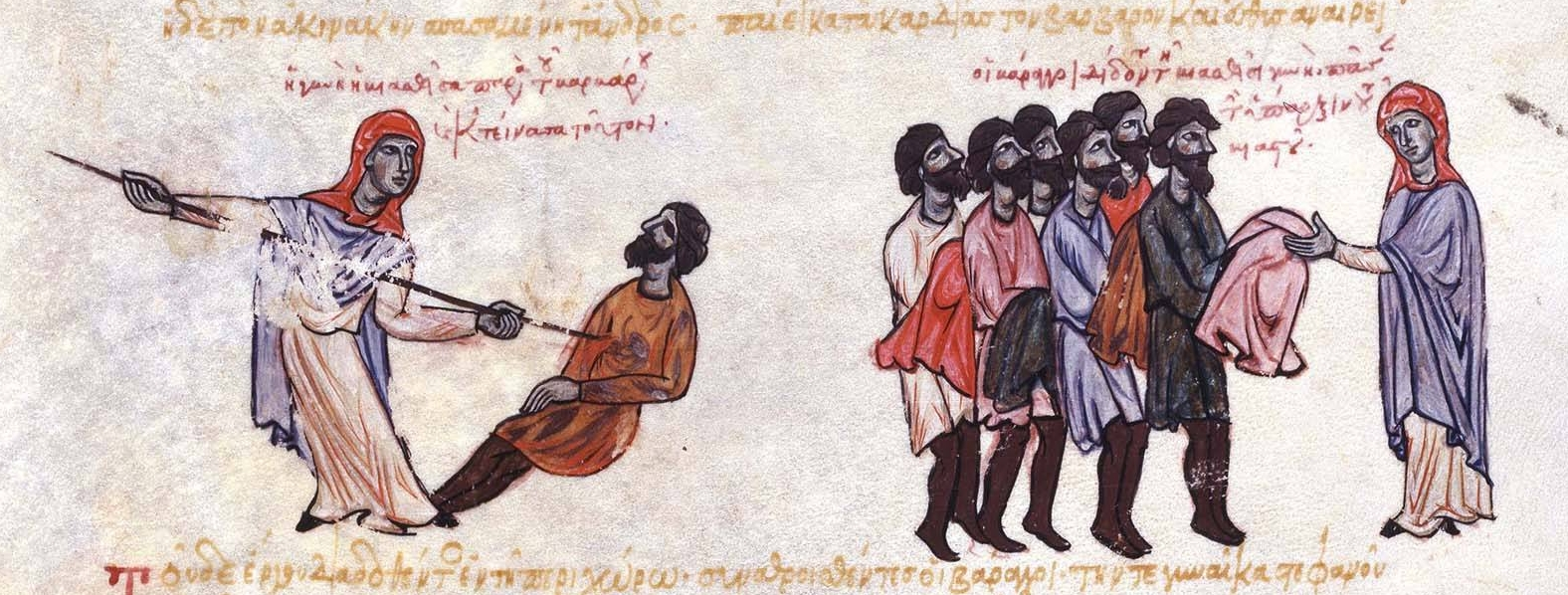
Guardia Varega en la crónica Skylitzes Matritensis.

Fue este uso extendido de los varegos en el imperio y la desesperación de Basilio II lo que finalmente trajo a más escandinavos a Bizancio. En 988, este emperador pidió mesnadas a Vladimiro I de Kiev, príncipe de la Rus de Kiev, que le ayudaran a defender su trono. Debido al tratado que firmara su padre, Vladimiro se vio obligado a enviar 6000 hombres a Basilio y a cambio este le dio a su hermana, Ana, para que engrosara la lista de cuatro esposas y 800 concubinas.
En 989, la guardia varega, conducida por el propio Basilio II, atracó en Crisópolis para enfrentarse a su adversario, Bardas Focas. Una vez en el campo de batalla, Focas falleció de un paro cardíaco al ver el ingente ejército de su oponente,[cita requerida] con lo que sus propias tropas, al ver a su líder muerto, se giraron y huyeron. La brutalidad de los varegos se hizo patente cuando persiguieron al ejército derrotado y «los cortaron en pedazos alegremente».
Basilio se vio impelido a contratar a su guardia personal entre los varegos debido a la poca confianza que le inspiraban los propios nativos bizantinos, cuya lealtad a menudo bailaba de un líder a otro con fatales consecuencias, y también debido a la lealtad más que probada de los varegos. Esta nueva fuerza de élite fue conocida como la «Guardia Varega» (Τάγμα των Βαραγγίων, Tagma ton Varangion, en griego). Con los años, se fueron uniendo nuevos reclutas de zonas tan alejadas como Suecia, Dinamarca y Noruega, dándole un toque predominantemente escandinavo a la organización hasta finales del siglo XI.
Compuesta principalmente por escandinavos durante los primeros 150 años, la guardia comenzó a verse acrecentada por anglos y sajones tras la invasión de Inglaterra por los normandos. Por aquel entonces, ya un gran número de anglosajones y daneses había emigrado al Imperio bizantino por el Mediterráneo. Una fuente registra más de 5000 nórdicos, que habrían llegado en 235 naves. Los que no entraban al servicio del Imperio solían asentarse en el mar Negro, pero los que lo conseguían, eran tan vitales para los varegos que desde ese momento se los llamaba comúnmente Englinbarrangoi ('anglovaregos'). De hecho, tenían tal capacidad que fueron capaces de luchar contra los normandos comandados por Roberto Guiscardo en Sicilia y el sur de Italia, quien ya había intentado sin éxito invadir los Balcanes. Jugaron así un papel clave durante la conquista normanda de Italia Meridional.

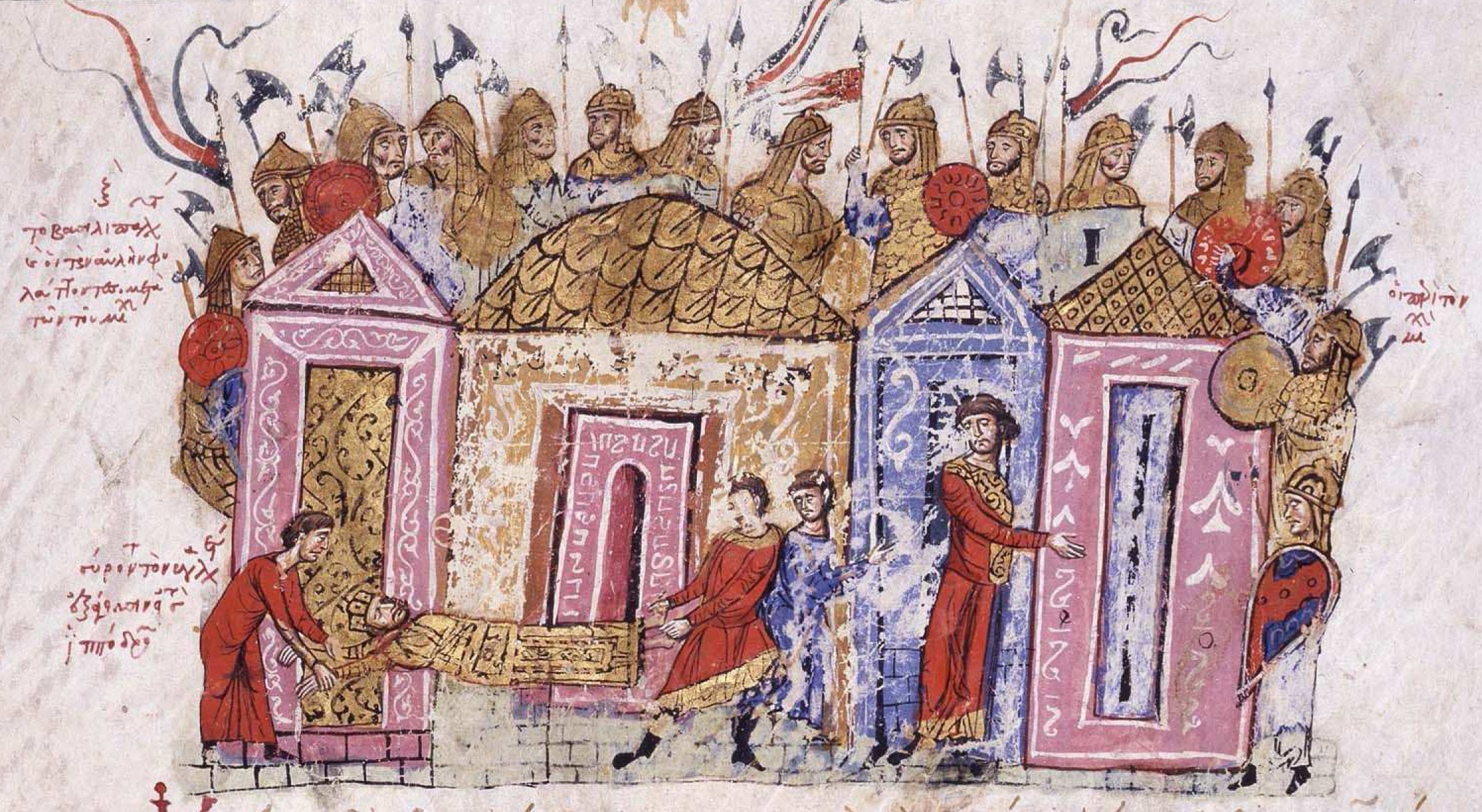
Guardia Varega en la crónica Skylitzes Matritensis.

Los deberes y obligaciones de la Guardia Varega eran similares, si no idénticos, a los de las druzhinas de Kiev, el hird noruego y sueco o los huscarles anglosajones y daneses. Los varegos servían como guardia personal del Emperador, bajo juramento de lealtad a su persona; tenían deberes ceremoniales y realizaban tareas de policía, sobre todo en los casos de traición y conspiración. A diferencia de los guardias bizantinos nativos a los que tan reacio era Basilio II, la lealtad de los guardias varegos dependía del título de Emperador, no de la persona que ocupaba su trono. Esto quedó claro cuando en 969 la guardia no protegió a Nicéforo II de sus asesinos y, por consiguiente, no vengaron su muerte: «Vivo, lo habríamos defendido hasta el último aliento; muerto, no había razón para vengarlo. Ahora tienen un nuevo amo».
Aunque Walter Scott los presentó en su novela El conde Roberto de París como los más fieros y leales de todas las fuerzas bizantinas, probablemente sea una visión exagerada. Sin embargo, tal exageración no comenzó con los románticos británicos, sino con los propios escritores bizantinos, quienes les aplicaban el epíteto de «buen salvaje». Muchos de estos escritores se referían a ellos como «bárbaros con hachas» o pelekuphoroi barbaroi, en lugar de llamarlos varegos. Aunque muchos escritores ensalzaban su lealtad a los emperadores (y atribuían esta lealtad a su raza), el gobierno casi siempre estaba ocupado por usurpadores, lo que indica que la Guardia o bien era menos leal o menos efectiva de lo que las fuentes nos narran.
Una excepción a destacar a la legendaria lealtad varega para con el trono ocurrió en 1071: tras ser derrotado por el sultán Alp Arslan, el emperador Romano IV Diógenes fue enviado de vuelta para que gobernara en Constantinopla, pero sus rivales en la corte tenían otros planes. Habiendo decidido que sus errores como emperador habían sido demasiados, se llevó a cabo un golpe de Estado antes de que hubiera regresado. Su hijastro, el César Juan Ducas, utilizó a la guardia varega para derrocar al emperador ausente y la dividió en dos grupos: uno fue al palacio para proclamar a su hermano Miguel VII como emperador, mientras que el otro lo envió a que arrestara a su propia madre, la emperatriz Eudocia. En lugar de defender a su emperador ausente, los varegos se unieron a los usurpadores.

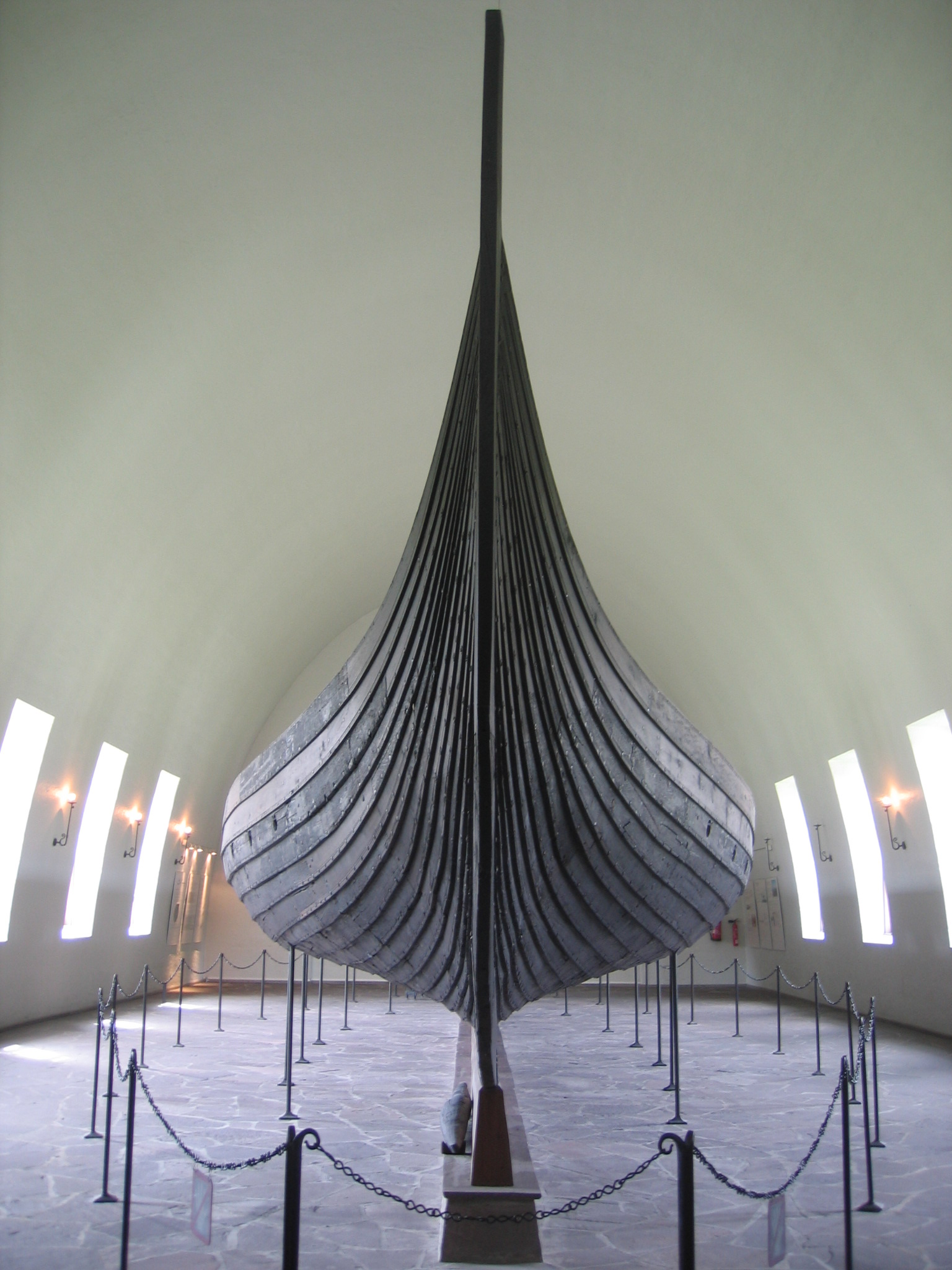
Drakkar en Oslo, Noruega.

De la misma manera que sus lejanos primos, el arma principal de los varegos lo constituía el hacha larga, aunque a menudo manejaban con precisión la espada o el arco y en algunas fuentes se les describe como jinetes. La guardia estaba estacionada principalmente en Constantinopla y podrían haber habitado barracones en el complejo del Palacio de Bucoleón. Asimismo, acompañaba a los ejércitos en el campo de batalla: muchos cronistas bizantinos (y también occidentales y árabes) describieron su poder destructor en la batalla, sobre todo si se les comparaba con los pueblos bárbaros locales. Estuvieron presentes con el emperador Juan II Comneno en la Batalla de Beroia en 1122. Más aún, fueron el único cuerpo del ejército que defendió con éxito parte de la capital durante la Cuarta Cruzada. Aunque la Guardia fue al parecer desmantelada tras la captura de Constantinopla en 1204, algunas fuentes indican que renació durante el Imperio de Nicea o con los emperadores de la dinastía Paleólogo.
Aparte de su lealtad de hierro, los atributos más reconocidos de esta guardia durante el siglo XI fueron sus largas hachas y su inclinación a la bebida. Hay un sinfín de historias sobre las borracheras o las francachelas de la Guardia Varega. En 1103, durante una visita a Constantinopla, el propio rey Erico I de Dinamarca «exhortó a los miembros de la guardia a llevar una vida más sobria y a no darse a la bebida». No es de sorprender, dado que los varegos se daban a este vicio, que se haya encontrado una descripción de los mismos, fechada en el siglo XII, que los llamaba «los barriles del emperador».
Probablemente el miembro más afamado de la Guardia Varega fuera el futuro rey Harald Sigurdsson III de Noruega, conocido como Haroldo Hardråde, 'el Indomable'. Tras huir de su tierra, Haroldo fue primero a Rusia y luego a Constantinopla, adonde llegó en 1035. Participó en 18 batallas, luchando contra árabes en Anatolia y en Sicilia bajo el mando del general Jorge Maniakes, así como en el sur de Italia y Bulgaria. Durante su estancia en la Guardia Varega, se ganó el título de Akolouthos (del griego ἀκόλουθος, 'el que sigue o acompaña'; «Acólito» era el título del comandante de la Guardia), pero este cargo le duró poco, puesto que fue apresado por apoderarse de un botín que pertenecía al emperador. Finalmente escapó de la celda donde lo tenían confinado y regresó a su hogar en 1043. El príncipe inglés exiliado Edgar Atheling pudo también haber servido allí en 1098. La Guardia Varega es mencionada en la saga de Njál, cuando se nombra a Kolskegg, de quien se dice que llegó primero a Nóvgorod y luego a Constantinopla.